# Pyrgulina epentroma
Pyrgulina epentroma är en snäckart som beskrevs av James Cosmo Melvill 1897. Pyrgulina epentroma ingår i släktet Pyrgulina och familjen Pyramidellidae. Inga underarter finns listade i Catalogue of Life.